# Megacarpaea orbiculata
Megacarpaea orbiculata är en korsblommig växtart som beskrevs av Boris Fedtjenko. Megacarpaea orbiculata ingår i släktet Megacarpaea och familjen korsblommiga växter. Inga underarter finns listade i Catalogue of Life.